# 山梨県道212号日影笹子線

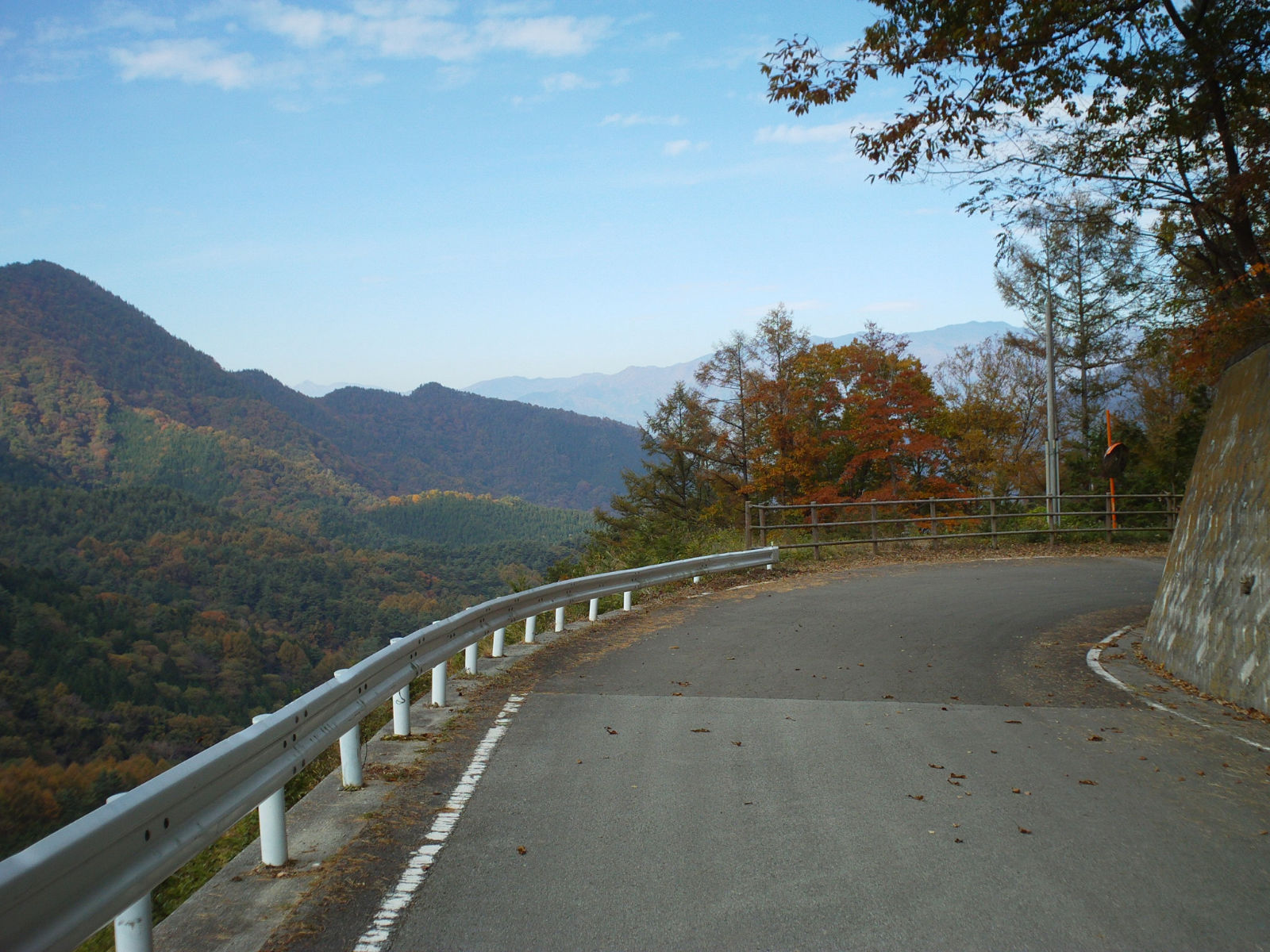
甲府側（2010年11月）

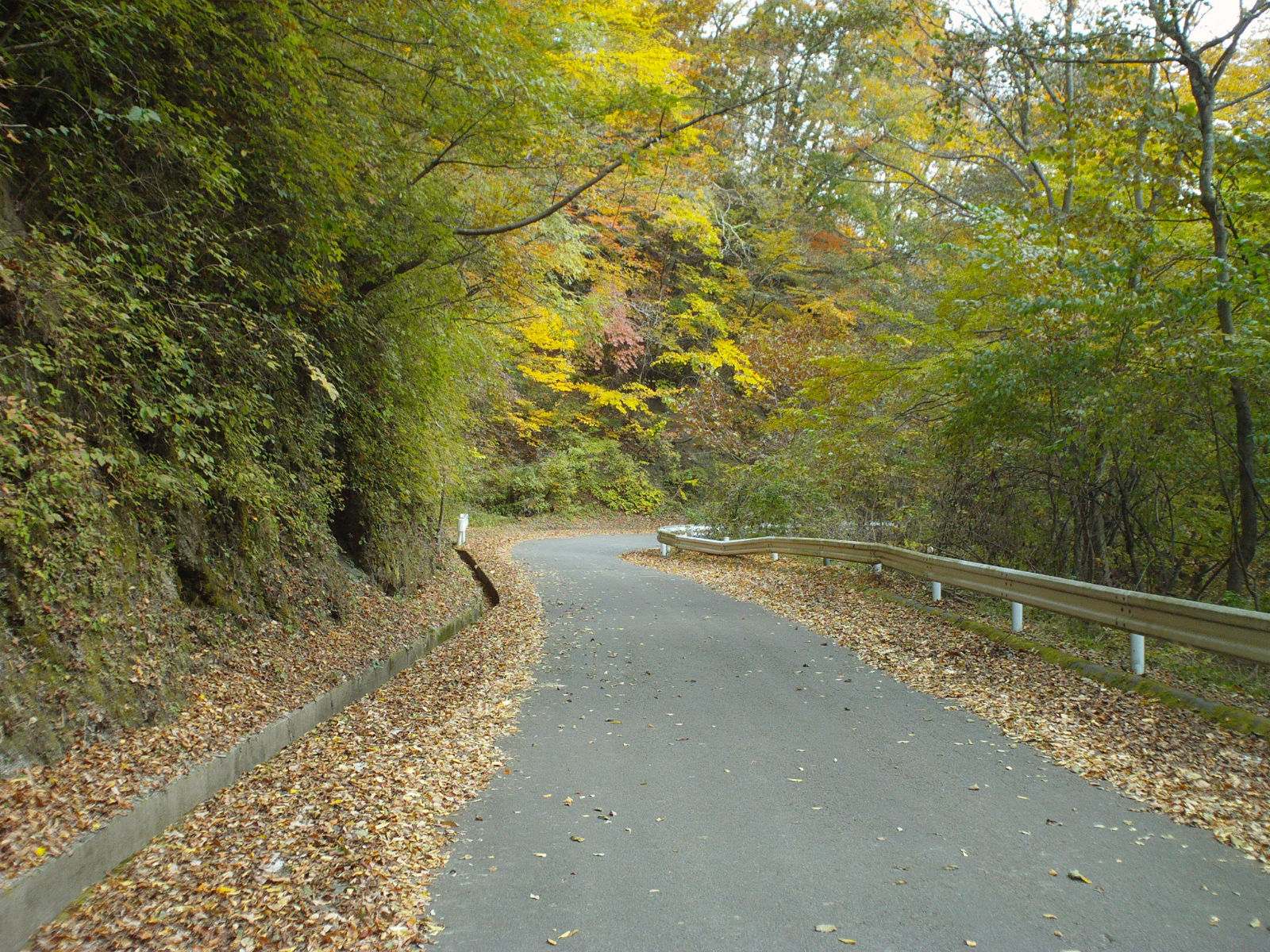
大月側（2010年11月）

山梨県道212号日影笹子線（やまなしけんどう212ごう ひかげささごせん）は、山梨県甲州市と大月市を結ぶ一般県道である。
国道20号（甲州街道）の旧道で、新笹子トンネルの開通により県道に降格された。毎年12月から4月まで笹子峠を挟んだ部分が冬期閉鎖される。

## 概要
山梨県大月市から同県甲州市の境界をまたぐ笹子峠越えの峠道で、1958年（昭和33年）に当時有料であった新笹子トンネルが開通したときに国道20号が新笹子トンネルのルートに移り、1971年（昭和46年）に無料開放された際に、この旧道の曲がりくねった峠道が旧建設省から山梨県に移管されて県道日影笹子線となった。笹子峠は、文化庁の登録有形文化財に登録された笹子隧道によって通過する。本路線の東側に並行して、中央自動車道、国道20号、JR中央本線が笹子峠をトンネルで貫通する。

### 路線データ
- 起点：山梨県甲州市大和町日影（大和橋西詰交差点＝国道20号交点）
- 終点：山梨県大月市笹子町黒野田（国道20号交点）

## 通過する自治体
- 山梨県
  - 甲州市 - 大月市

## 交差・接続する道路
- 国道20号（甲州市大和町日影・大和橋西詰交差点）
- 国道20号（大月市笹子町黒野田）

## 周辺
- 笹子峠